# Atherstone

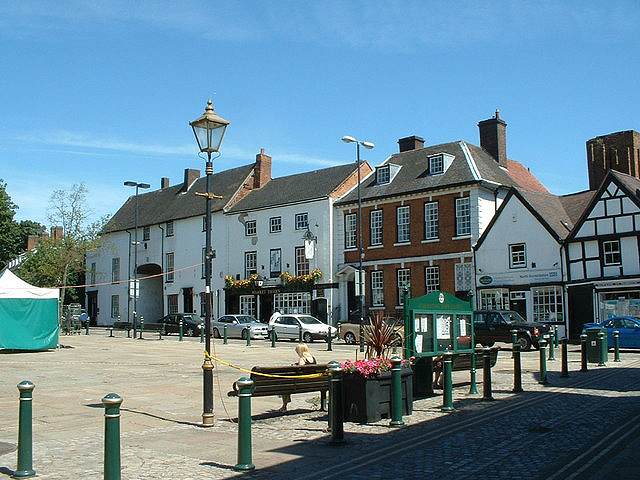
Marktplatz von Atherstone in Warwickshire (2006)

Atherstone ist eine Stadt in Warwickshire in England mit rund 12.000 Einwohnern. Der Ort liegt an der Nordspitze der Grafschaft und ist der Verwaltungssitz des Bezirks North Warwickshire.
Atherstone hat eine Geschichte, die bis in die Zeit der Römer reicht. Ein wichtiges Kastell, Manduessedum, stand in der Nähe, und die Römerstraße Watling Street (jetzt die A 5) führte durch die Stadt. Atherstone ist einer der Orte von dem angenommen wird, dass die Königin Boudicca dort in der Entscheidungsschlacht gegen die Römer unter Gaius Suetonius Paulinus unterlag. Dies ist bisher unbelegt. In der Stadt gab es früher Hutmanufakturen, die aber in den 1960er Jahren eingingen.
Atherstone ist eine von wenigen Städten in England, die die Tradition der jährlichen Shrove Tuesday Football (Veilchendienstag, der Tag vor Aschermittwoch) oder mob football aufrechterhalten, der auf öffentlichen Straßen gespielt wird.
Atherstone ist Sitz der britischen Aldi-Niederlassung.

## Söhne und Töchter der Stadt
- John Bretland Farmer (1865–1944), Botaniker
- Paul Broadhurst (* 1965), Profigolfer
- Geoff Lees (* 1951), Rennfahrer
- Rhoda Sutherland (1907–1989), Romanistin
- Steve Webster (* 1975), Profigolfer